# Minnesota Zoo
Koordinaten: 44° 46′ 7″ N, 93° 11′ 56″ W

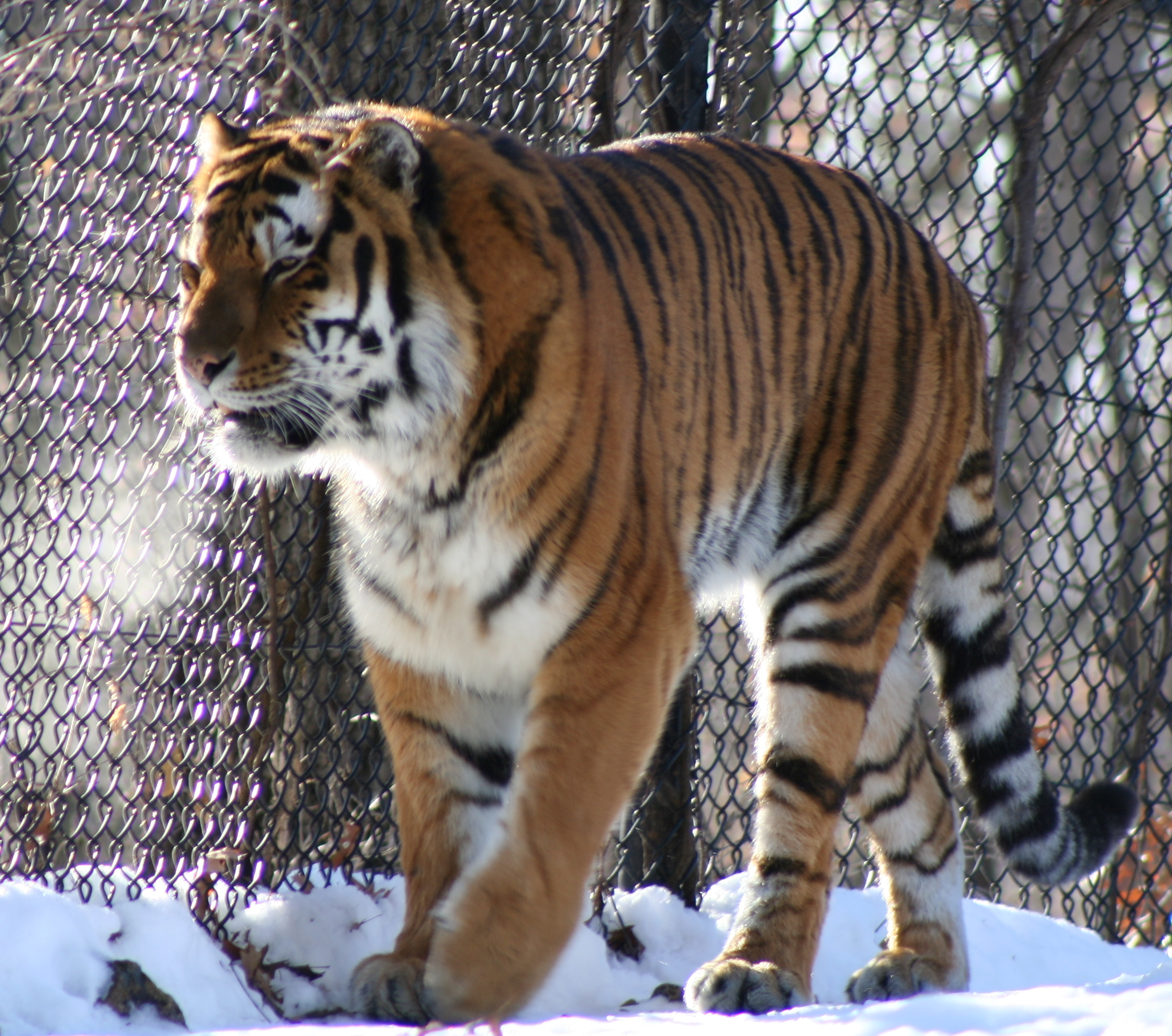
Sibirischer Tiger im Minnesota Zoo

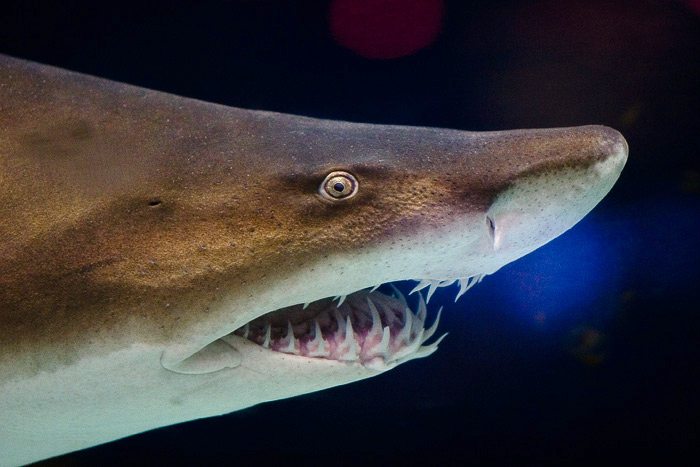
Sandtigerhai in der Discovery Bay

Der Minnesota Zoo (früher Minnesota Zoological Gardens) ist ein Zoologischer Garten in Apple Valley im US-Bundesstaat Minnesota. Er wurde 1978 eröffnet und hat jährlich rund 1,3 Millionen Besucher (2019). Der Tierbestand besteht aus 4.509 Individuen (2019) und setzt sich aus 505 Arten (2019) aus aller Welt zusammen. Der Zoo ist neben dem North Carolina Zoo einer von zwei staatlich geförderten Zoos in den Vereinigten Staaten.
Der Zoo war zur Eröffnung Ende der 1970er Jahre einer der Vorreiter in Bezug auf die Tierhaltung. So wurden weiträumige Gehege den natürlichen Lebensbedingungen nachempfunden und die oftmals kritisierte Zurschaustellung in engen Käfigen vermieden.
Träger des Minnesota Zoo ist der Bundesstaat Minnesota. Er ist Mitglied der Association of Zoos and Aquariums (AZA) und beteiligt sich an dessen Species Survival Plans, einem Erhaltungs- und Zuchtprogramm, mit dem die Organisation versucht, gefährdete Tierarten vor dem Aussterben zu bewahren. Er ist auch Mitglied der World Association of Zoos and Aquariums (WAZA). Der Zoo betrieb in der Vergangenheit eine Einschienenbahn, mit welcher Rundfahrten über das Gelände möglich waren. Die Strecke wurde im Jahr 2023 als Laufweg wiedereröffnet.

## Anlagen
Die Fläche des Zoos ist in verschiedene Abschnitte unterteilt, in welche die Tiere nach ihrer Herkunft eingeordnet sind.
- Der Minnesota Trail umfasst viele in Minnesota heimische Tierarten wie Waschbären, Wölfe und Kojoten. Nach längerfristigen Renovierungsarbeiten wurde der Abschnitt im Juli 2007 wieder für Besucher geöffnet.
- Der Northern Trail zeigt Tierarten aus Gebieten, die nördlich des 45. Breitengrades beheimatet sind. Bekannte Tierarten sind hier die vom Aussterben bedrohten Sibirischen Tiger, die Mexikanischen Wölfe und Rentiere.
- Zum Tropical Trail gehört ein Haus, in dem die Landschaft der tropischen Breiten nachempfunden wurde und dort beheimatete Tierarten gehalten werden.
- Die Discovery Bay enthält mehrere Aquarien mit insgesamt über 4,1 Millionen Litern Wasser, in denen sich beispielsweise Haie, Rochen oder Seesterne befinden. Dazu gehört auch ein Delfin-Stadion mit 800 Sitzplätzen, in dem täglich verschiedene Shows stattfinden.
- Die Wells Fargo Family Farm ist ein familiengerechter Streichelzoo.